# Гальберштадт, Розалия Самсоновна
Роза́лия Самсо́новна Гальбершта́дт (по первому мужу Басо́вская, по второму Гальбершта́дт-Кро́хмаль; 18 июня 1877, Екатеринослав, Российская империя — 1940) — российская революционерка, участница социал-демократического движения. Делегат II съезда Российской социал-демократической рабочей партии (РСДРП) с совещательным голосом. После раскола в РСДРП — активный деятель меньшевистской фракции. Использовала партийные и литературные псевдонимы «Фишер», «Франк», «Костя», «Мария Абрамовна», «Нат. Михайлова».

## Биография
Происходила из мещан. В 1896 году окончила гимназию в Одессе, осенью того же года уехала в Швейцарию для поступления на медицинский факультет. В Женеве примкнула к кружку молодых социал-демократов под руководством Георгия Плеханова. Решив посвятить себя революционной деятельности, бросила занятия медициной и 8 марта 1898 года вернулась в Россию, привезя с собой литературу.
В 1898—1899 годах работала в социал-демократической организации в Одессе (на Молдаванке). Некоторое время в конце 1890-х годов проживала в Кишинёве. В начале 1900 года переехала в Харьков, где присоединилась к местному комитету РСДРП. В бытность членом харьковского комитета примыкала к искровцам (совместно с Александром Цюрупой и другими деятелями революционного подполья).
Летом 1901 года перебралась в Екатеринослав, где активно включилась в деятельность местного социал-демократического объединения. В январе 1902 года участвовала в съезде Южно-русских искровских организаций в Елисаветграде как представитель Екатеринославского комитета РСДРП. 24 апреля 1902 года арестована в Екатеринославе вместе с другими членами местного социал-демократического комитета. 
Освободившись, в июне или июле того же года направилась в Киев для организации «побега 11-ти» из Лукьяновской тюрьмы; за неделю до состоявшегося 18 августа 1902 года побега уехала за рубеж. Вернувшись спустя два месяца в Россию, занялась транспортировкой нелегальной литературы в Киеве, Екатеринославе, Каменец-Подольском и других городах.
После завершения Псковской искровской конференции, состоявшейся 2—3 ноября 1902 года, трое из семи намеченных членов Организационного комитета (ОК) по созыву II съезда РСДРП (Иван Радченко, Пантелеймон Лепешинский, Владимир Краснуха) вскоре были арестованы, и Гальберштадт была введена в состав ОК в качестве замены. В июле — августе 1903 года — делегат II съезда РСДРП с совещательным голосом от Организационного комитета. В протоколах собрания фигурирует как «Фишер» и «Франк». Во фракционных дискуссиях на съезде примыкала к искровцам меньшинства.
После раскола в РСДРП — деятель меньшевистской фракции. В начале октября 1903 года вернулась в Россию (первоначально в Екатеринослав, затем в Одессу и Ростов-на-Дону). Присоединилась к Донскому комитету партии и, проработав там три недели, в декабре 1903 года была арестована под именем Софьи Моисеевны Телаль. Провела почти год (без одной недели) в Ростовской и Новочеркасской тюрьмах. После освобождения уехала в Санкт-Петербург, где в 1905 году примкнула к Санкт-Петербургской группе меньшевиков (Лев Хинчук, Софья Зарецкая и другие). При провале группы после доноса провокатора Охранного отделения Ивана Доброскока арестована, провела около двух месяцев в тюрьме.
После очередного освобождения жила в Екатеринославе, провела там так называемые «Октябрьские дни» 1905 года (период Октябрьской всеобщей политической стачки). Во время Декабрьского восстания (1905) находилась в Москве, затем вновь в Санкт-Петербурге, где в декабре 1905 года была введена в состав Объединённого Центрального комитета (ЦК) РСДРП от меньшевистской фракции.
22 июня 1905 года в Одессе заключила брак с Иосифом Берковичем Басовским. Этот брак был расторгнут там же спустя два года — 8 августа 1907 года. 
После IV (Стокгольмского) съезда РСДРП (1906) — агент ЦК, объезжала провинциальные партийные комитеты. В период правительственной реакции стояла на ликвидаторских позициях. Участвовала в легальной «клубной» меньшевистской фракции в Санкт-Петербурге. Под псевдонимом «Нат. Михайлова» подписала коллективное письмо 16 меньшевиков, опубликованное в эмигрантской газете «Голос социал-демократа». Одно время была членом меньшевистской «Инициативной группы» в Санкт-Петербурге. Во время Первой мировой войны придерживалась антиоборонческих взглядов.
От активной политической деятельности отошла в период перед Февральской революцией. С 1933 года — пенсионер.

## Комментарии
1. ↑  Наряду с Екатериной Александровой-Жак (партийные и литературные псевдонимы — «Жак», «Штейн»).
2. ↑  Членами Объединённого ЦК от меньшевиков были Виктор Крохмаль, Николай Иорданский и Гальберштадт, от большевиков — Леонид Красин, Пётр Румянцев и Иосиф Гольденберг.